# Деби, Махамат
Махамат Идрис Деби Итно (фр. Mahamat Idriss Déby Itno, араб. محمد إدريس ديبي إتنو‎; род. 4 апреля 1984, Масакори) — чадский государственный и военный деятель. Президент Чада с 23 мая 2024 года. Председатель Переходного военного совета Чада с 20 апреля 2021 по 10 октября 2022 года и переходный президент Чада с 10 октября 2022 по 23 мая 2024 года. Ранее он был заместителем командира вооружённых сил во время чадской интервенции в Северное Мали. Сын покойного президента Чада Идриса Деби.

## Биография
Учился в Объединённой группе военных училищ в Чаде. Впоследствии прошел обучение во Франции, в военной школе Экс-ан-Прованса. По возвращении работал в Службе безопасности государственных учреждений в должности заместителя командира пехотной группы. Первый боевой опыт получил в апреле 2006 года, когда повстанцы напали на столицу Чада, а затем участвовал в боевых действиях на востоке страны вместе с генералом Абу Бакром аль-Саидом, начальником жандармерии. После окончания кампании Махамату Деби было присвоено звание майора. Руководил войсками во время битвы при Ам-Даме, где одержал победу над повстанцами.
Затем назначен командующим бронетанковым подразделением. В январе 2013 года стал заместителем командира чадских вооружённых сил в Мали под командованием генерала Умара Бикимо. 22 февраля 2013 года руководил войсками в битве против повстанцев в горах Адрар-Ифорас на севере Мали. База повстанцев была ликвидирована, повстанцы понесли тяжелые потери, но при этом 26 чадских солдат погибли, в том числе Абдель Азиза Хассана Адама, командующий спецназом. Махамат взял на себя полное руководство чадскими войсками в Мали и руководил операциями против повстанцев на севере.
После гибели отца от рук повстанцев Фронта перемен и согласия в Чаде 20 апреля 2021 года, командующие вооружёнными силами сделали заявление, что избранное правительство и парламент Чада распущены, создан Переходный военный совет во главе с Махаматом Деби и он будет руководить страной в течение 18 месяцев.
Имеет прозвище Кака: на местном диалекте арабского языка это слово означает «бабушка», Махамат в детстве воспитывался бабушкой.

### Президентские выборы 2024 года
13 января 2024 года секретарь партии Махамат Зин Бада объявил Деби кандидатом от Патриотического движения спасения на президентских выборах в Чаде в 2024 году. После убийства правительственными войсками 28 февраля его главного оппонента Яи Дилло Джеру, трое других кандидатов на следующей неделе сняли свои кандидатуры в знак протеста и опасаясь аналогичных последствий. Нападение было осуждено Африканским союзом, а министр Европы и иностранных дел Франции Жан-Ив Ле Дриан призвал к беспристрастному расследованию инцидента.
9 мая Национальное агентство по организации выборов (ANGE) объявило Деби победителем выборов 2024 года. По данным ANGE, Деби набрал 61,3 % голосов, а его главный оппонент, премьер-министр Сюксес Масра, набрал 18,53 %. Незадолго до объявления о победе, Масра заявил в Facebook, что одержал «убедительную победу». Результаты выборов были объявлены на две недели раньше, чем ожидалось.
Деби был приведён к присяге в качестве избранного президента 23 мая. Он назначил Алламая Халину премьер-министром после отставки Масры 22 мая.